# 圆叶泽泻
圆叶泽泻（学名：Caldesia grandis），或稱宽叶泽苔草，为泽泻科泽苔草属的一种植物。分布于台湾岛、马来西亚、印度以及中国大陆的广东等地，常生于湖边浅水中或沼泽地，目前尚未由人工引种栽培。